# Variedade de Finsler
Em Matemática, particularmente em geometria diferencial, uma Variedade de Finsler é uma variedade diferenciável juntamente com a estrutura de uma estrutura intrínseca de um espaço quasimétrico em que o comprimento de qualquer curva retificável γ : [a,b] → M é dada pelo comprimento funcional
{\displaystyle L[\gamma ]=\int _{a}^{b}F(\gamma (t),{\dot {\gamma }}(t))\,dt,}
onde F(x, · ) é uma norma de Minkowski (ou, pelo menos, uma norma assimétrica) em cada espaço tangente TxM. Uma variedade de Finsler não-trivial generaliza variedade Riemaniana no sentido de que eles não são necessariamente infinitamente Euclidiana. Isto significa que o padrão (assimétrico) em cada espaço de tangente não é induzida necessariamente por um produto interno (tensor métrico).
Élie Cartan chamou de variedade de Finsler porque Paul Finsler, foi quem estudou esta geometria em sua dissertação (Finsler 1918).